# Pucón
Pucón je chilské město a obec, které se nachází v provincii Cautín v regionu Araukánie. Město leží na východním břehu jezera Villarrica pod severním úbočím sopky Villarrica. Pucón je vzdálen asi 70 km západně od chilsko-argentinské hranice, 20 km východně od Villarriky, 100 km jižně od Temuca a 780 km jižně od hlavního města Santiaga. Město obývá přibližně 29 tisíc obyvatel.
Pucón vznikl v roce 1883 jako vojenská pevnost, okolí bylo kolonizováno evropskými přistěhovalci, zejména Němci.
Město je známé jako rekreační letovisko – jak pro letní turistiku v nedalekých národních parcích (Villarrica, Huerquehue), koupání v jezerech (Villarrica, Caburgua s vodopády Ojos del Caburgua) či termálních pramenech a kanoistiku na okolních řekách, tak i pro sjezdové lyžování v zimě. Mnoho bohatých Chilanů zde proto vlastní rekreační domy, mj. i prezidenti Chile Sebastián Piñera a Michelle Bacheletová.
Městem prochází silnice 199-CH, která jej spojuje s Villarricou, Curarrehue a Argentinou. Letecké spojení do města je zajištěno prostřednictví letiště Pucón.

## Fotogalerie

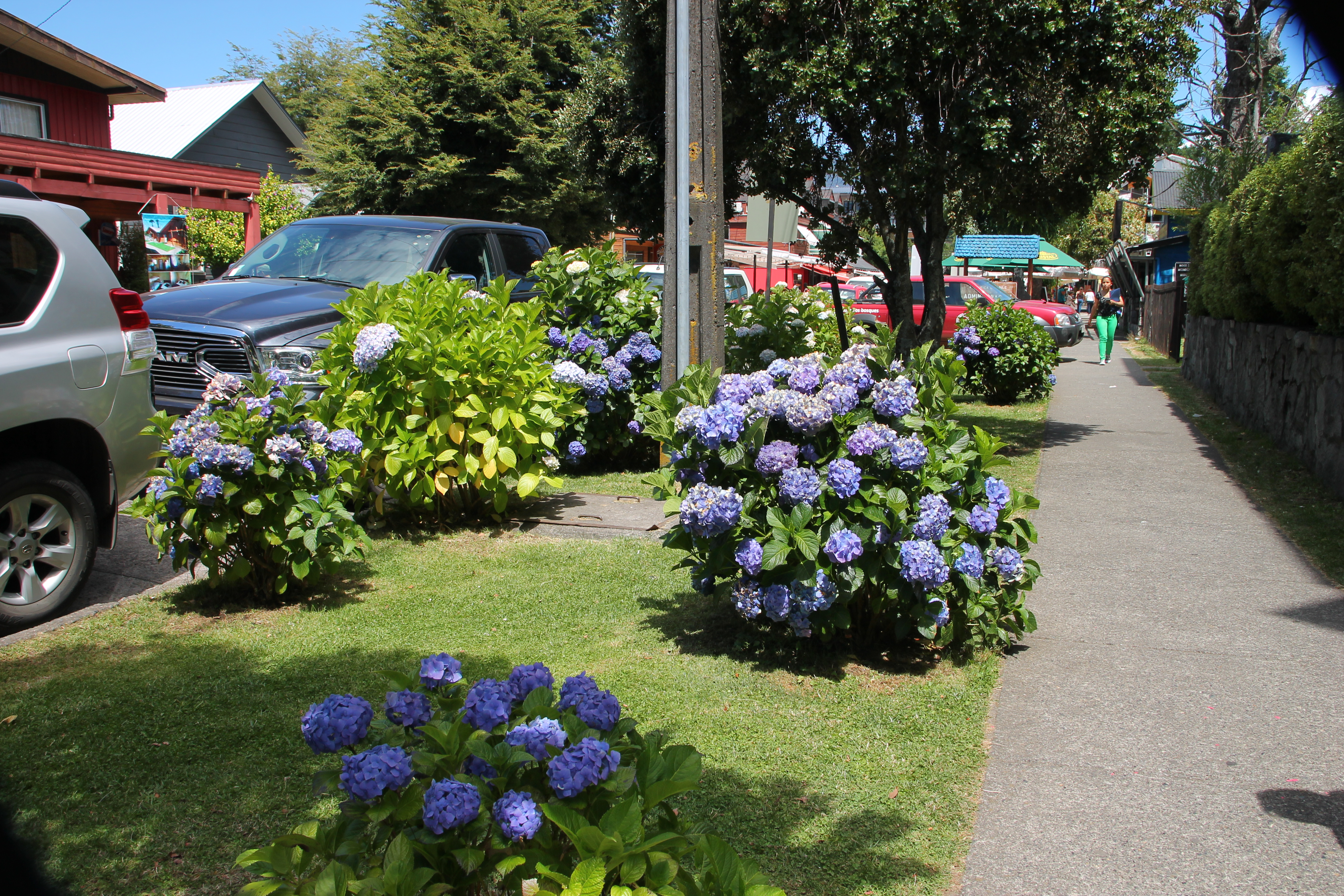
Ulice v Pucónu
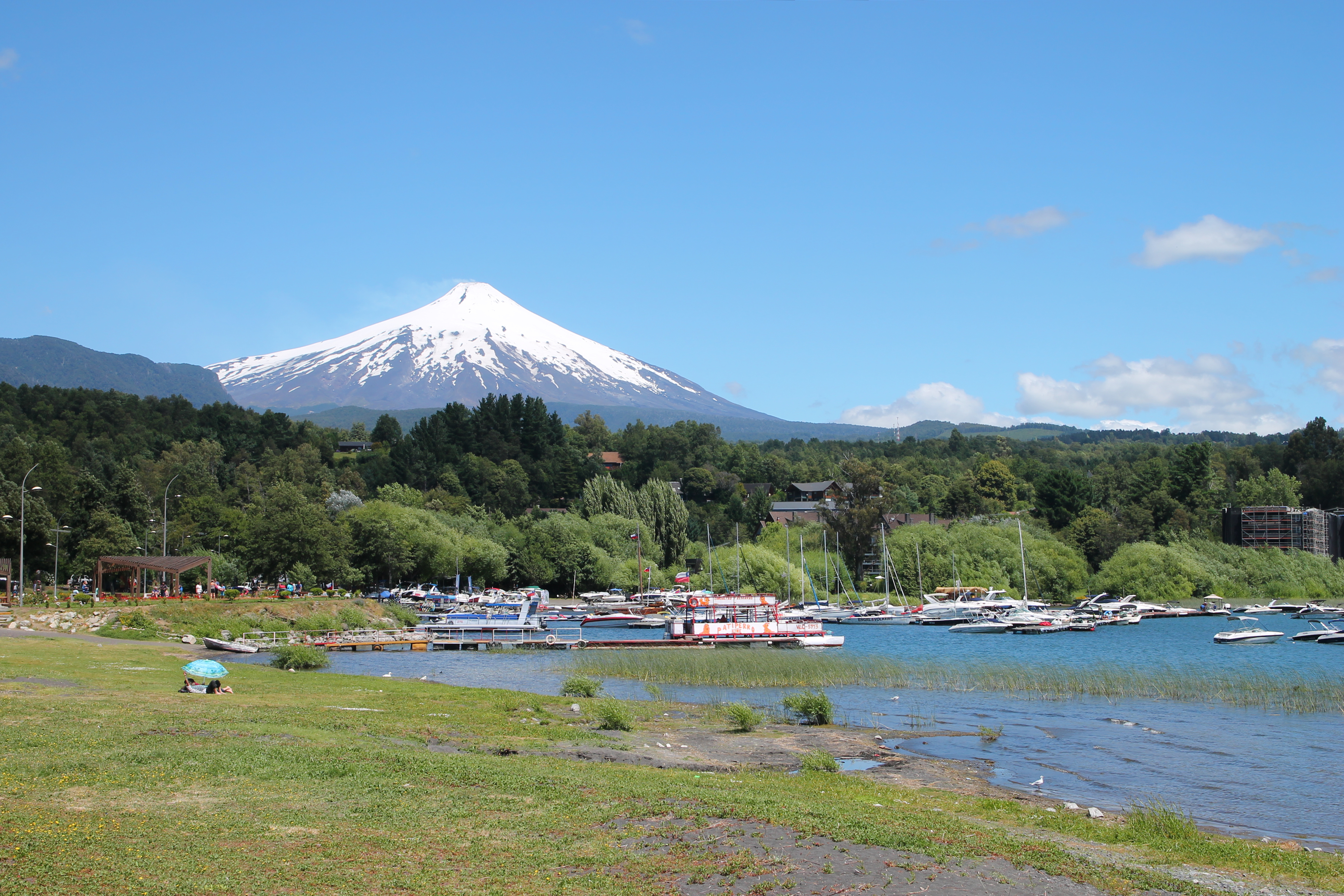
Výhled na sopku
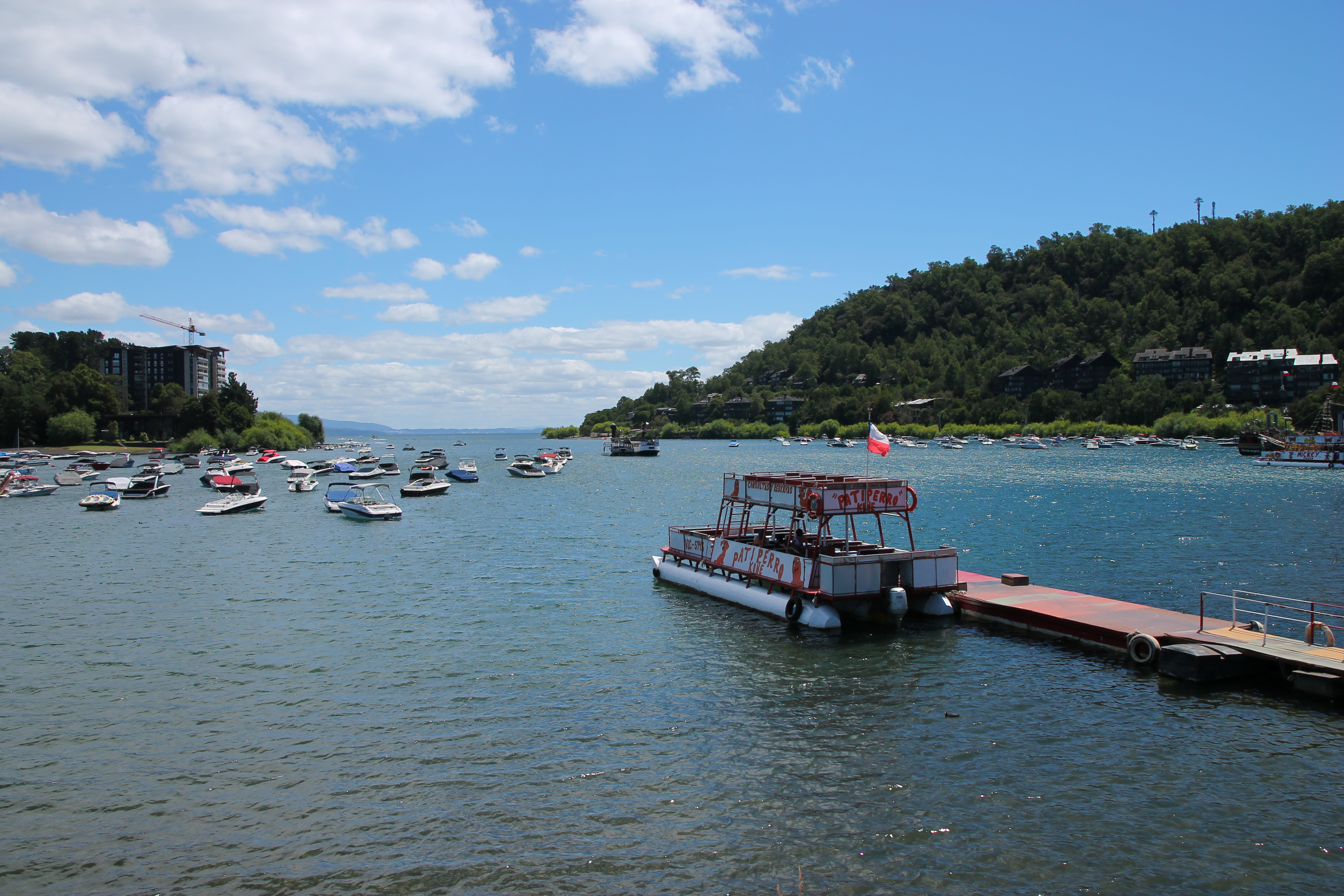
Přístav na jezeře Villarrica
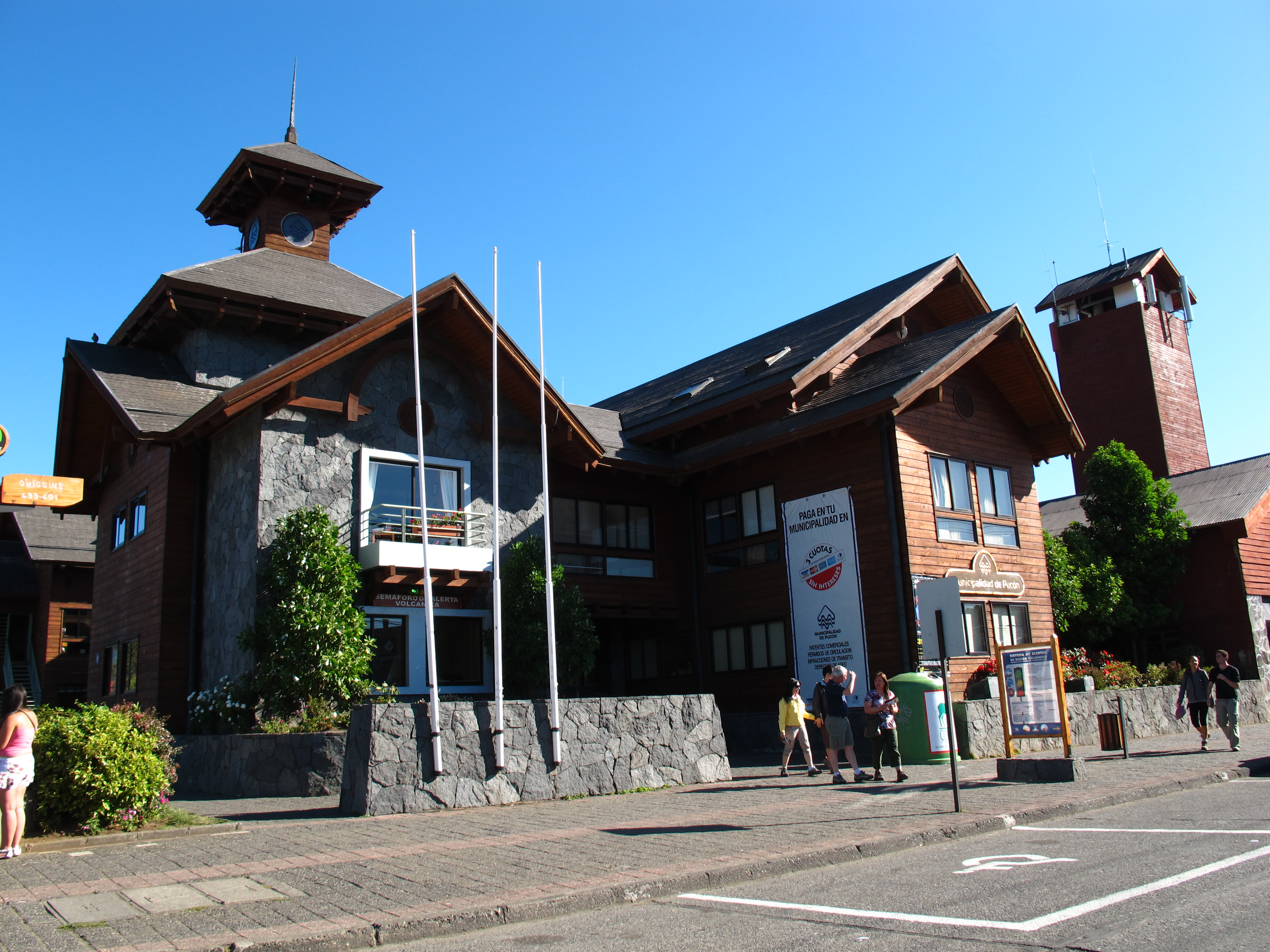
Obecní úřad
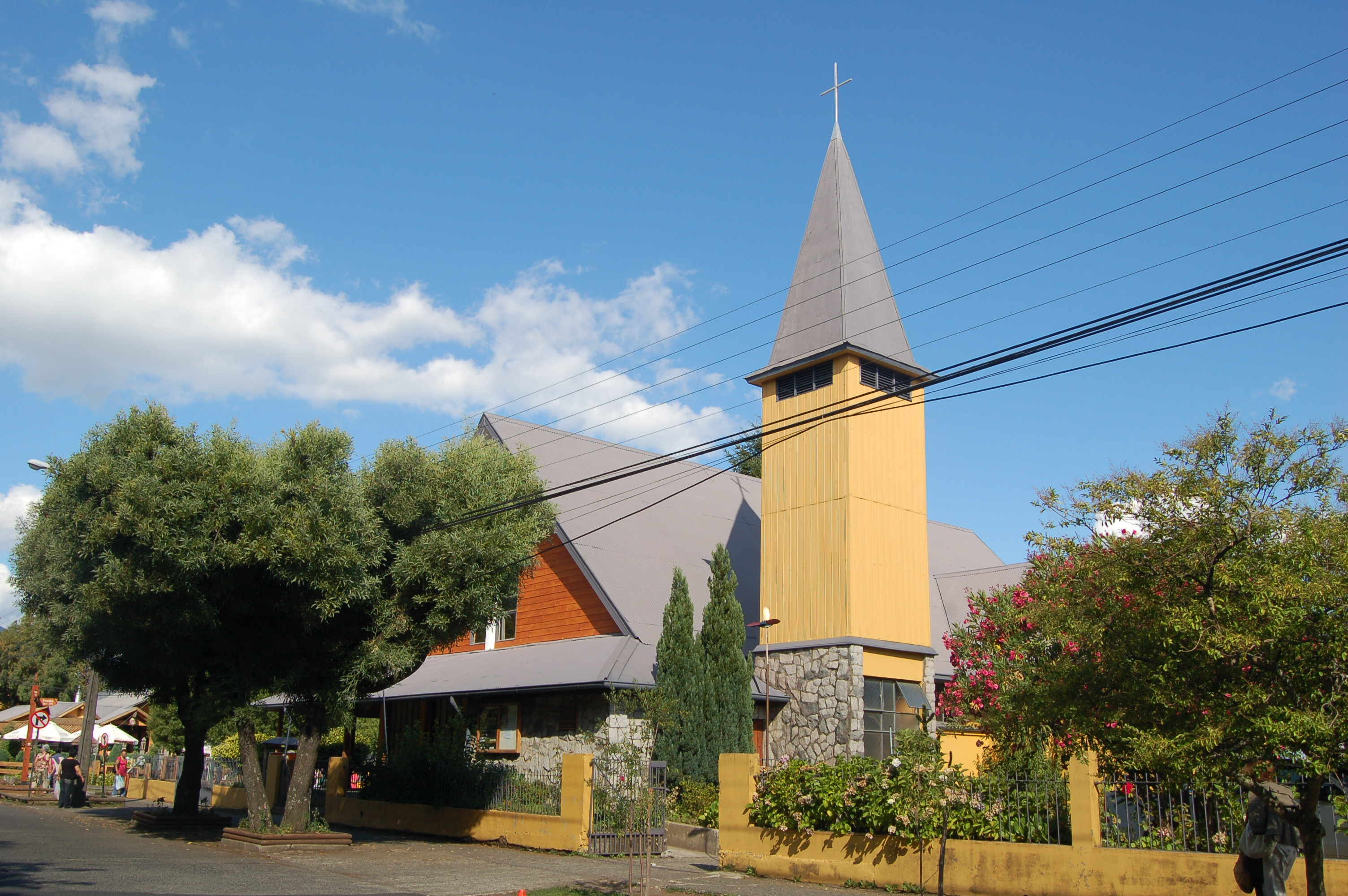
Kostel
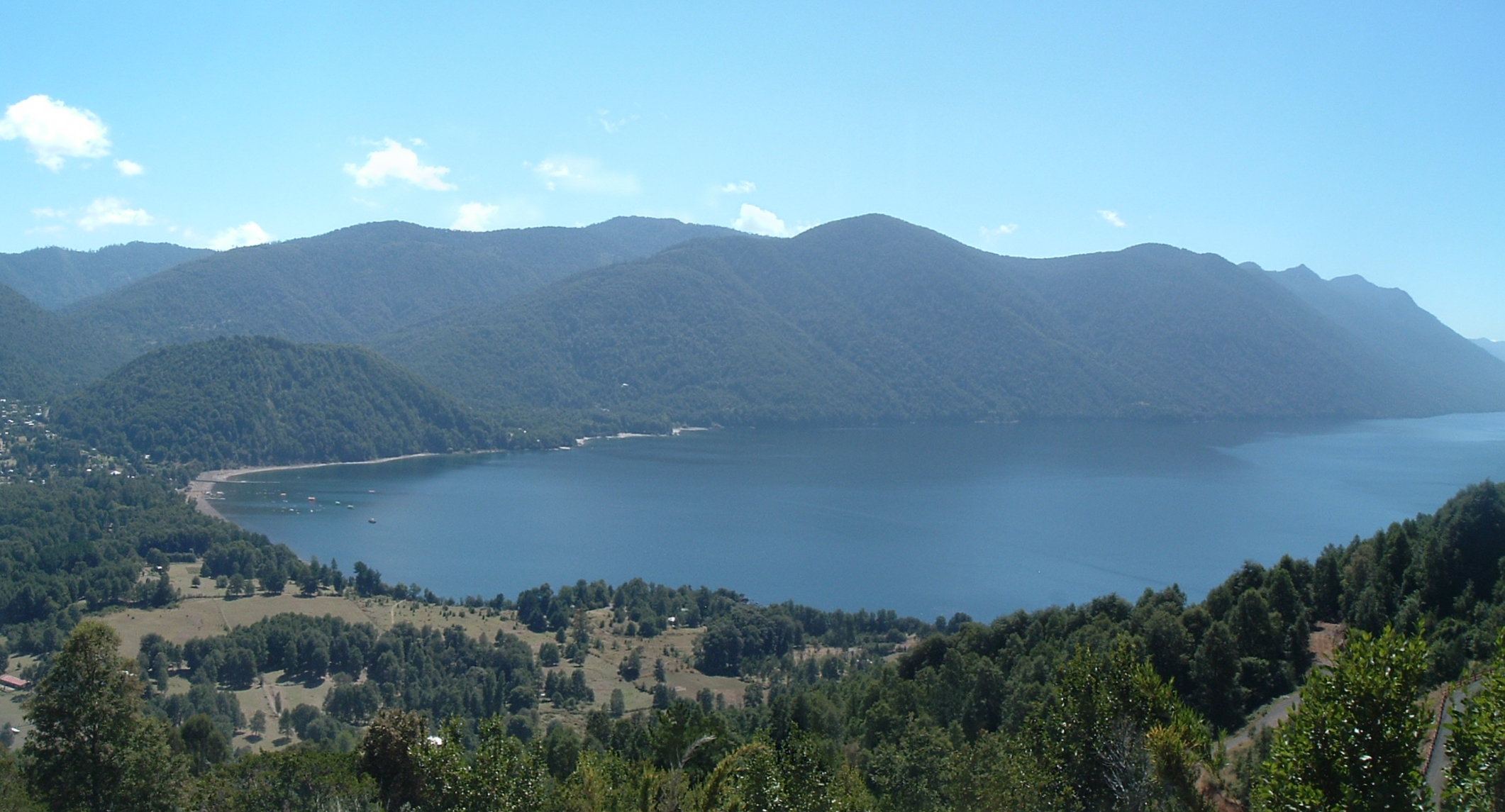
Jezero Caburgua
Vodopády Ojos del Caburgua
Ojos del Caburgua
Pláž u jezera Caburgua